# Калиновський Григорій
Григорій Калиновський (дата народження невідома, Кролевець — дата і місце смерті невідомі)— етнограф, автор першої друкованої пам'ятки української фольклористики XVIII століття.
Народився в місті Кролевці (тепер Сумська область, Україна) в дворянській родині. Служив прапорщиком Болотної армії. Службу проходив в Польщі та Молдові. 
В 1791 році брав участь у облозі та штурмі Ізмаїлу; у військових подіях у Польщі. 

В 1799 році подав прохання про відставку. 
В 1777 році, за сприяння свого дядька — відомого видавця Василя Рубана, видав у Санкт-Петербурзі книжку «Описание свадебных украинских простонародных обрядов, в Украине и в Слободской Украинской Губернии, также и в Великороссийских Слободах, населенных Украинцами, употребляемых, сочинённое Григорием Калиновским, армейских пехотных полков, состоявших в Украинской Дивизии, прапорщиком», яка вплинула на подальший розвиток української фольклористики.
Як писав М. Сумцов про це видання, «зроблено воно просто, досить докладно і розумно, з додатком в кінці реєстрика, що коштувало весілля того часу… «Описаніе» Калиновського перша розвідка по українському фольклору. Мабуть, Калиновський для свого часу був дуже розумний чоловік, що звернув увагу на українське весілля і описав його просто і ясно. На жаль, він зовсім занехтував піснями, не дав ні однісенької» (М. Сумцов, «Діячі українського фольклору», X., 1910, С. 2).  
Високу оцінку цієї праці дали В. Горленко (107 лет южноруской этнографии, Киевская старина, 1884, №3) та О. Пипін (История русской єтнографии, 1891, т.III, с.412) . 
Твір Г. Калиновського без зазначення авторства передрукував М. Чулков ( "Абевега русских суеверий", М., 1786). У XIX столітті його перевидали двічі - у 1854 році М. Калачовим в «Архиве историко-юридических сведений, относящихся к Болоту…» та у 1889 році  М.Сумцовим з невеликою передмовою в «Харьковском сборнике». У 1970 р. праця була передрукована у збірнику "Весілля" (Весілля: у 2 кн. / упоряд. передмова, коментарі М. М. Шубравської. Київ, 1970. Т.1).
Є припущення що Г.Калиновський є однією особою з Григорієм К., севським карабінером, який опублікував у перекладі з польської комедію В. Богуславського «Пропавший кот» (Спб., 1791).